# Lev Sychrava
Lev Sychrava (16. prosince 1887, Ledeč nad Sázavou – 4. ledna 1958, Praha) byl český politik, právník a novinář.

## Život a činnost
Lev Sychrava se narodil 16. prosince 1887 v Ledči nad Sázavou. Obecní školu navštěvoval v Humpolci, gymnázium pak v Praze na Vinohradech (s matkou a nejmladšími sourozenci bydlel ve Slezské ulici č. p. 14). Už během středoškolských studií ovládal výborně francouzštinu, později se naučil dobře anglicky a seznámil se i se základy ruštiny. 1906 začal studovat práva, která ukončil promocí v listopadu 1912. Na právnických studiích byl kolegou Edvarda Beneše. Až do vypuknutí války byl advokátním koncipientem v Praze a zároveň redaktorem Českého slova a Pokrokové revue.
Byl členem Státoprávní pokrokové strany. Přispíval také do listu Antonína Hajna Samostatnost. Tento deník byl 8. září 1914 zakázán a Státoprávní pokrokáři byli nuceni ukončit konání schůzí oficiálních stranických orgánů. Radikálním vedením strany bylo rozhodnuto vyslat zástupce do exilu. Jako vhodná osoba byl vybrán Lev Sychrava. Ten byl již v roce 1911 zproštěn vojenské služby, a tak žádosti o přidělení cestovního pasu za účelem studia v neutrálním Švýcarsku úřady bez problémů vyhověly. Na tuto cestu se vydal 21. září 1914. K jeho hlavním úkolům patřilo informovat tisk a diplomatické zástupce dohodových států, že Češi bojují v rakousko-uherské armádě z donucení a že jejich snem je samostatný československý stát. Zároveň působil jako informační kanál pro předávání zpráv ze zahraničí do vlasti. Také zde navázal spojení s emigranty ze západní Evropy a Ameriky. 22. února 1916 musel opustit Ženevu a odejít do Paříže, kde vydával čtrnáctideník Československá samostatnost a také přispíval do exilového periodika Nation Tcheque. Zde se stal hlavním spolupracovníkem Edvarda Beneše v sekretariátu Národní rady československé. Z pověření T. G. Masaryka vykonával diplomatické cesty. V Itálii například jednal s M.R. Štefánikem o zřízení našich legií.
Po vzniku nového státu se stal prvním velvyslancem v Paříži. V letech 1924–1939 zastával funkci šéfredaktora legionářského deníku Národní osvobození, zároveň patřil k vedoucím představitelům čs. obce legionářské. Za druhé světové války byl od roku 1939 do roku 1945 vězněn v koncentračním táboře Buchenwald.
V letech 1945 až 1948 byl členem Československé ligy pro lidská práva. National Council for Civil Liberties (NCCL) schválil L. Sychravu do funkce generálního sekretáře přípravného výboru Světového kongresu pro lidská práva, který se měl konat v září 1948 v Mariánských Lázních. Ten se však po komunistickém únorovém puči už nekonal.

## Exil a návrat do vlasti
Tento spolubojovník Beneše a Masaryka emigroval v roce 1948 do Velké Británie s cestovním pasem vystaveným komunistickým režimem po Gottwaldově souhlasu. Do exilu odcházel jako „zlomený“ muž a v exilu přednášel teorie, pro které ho emigranti nemohli přijmout mezi sebe... do Ameriky vpuštěn nebyl. V osamění reagoval na Zápotockého „kampaň Návrat“, která nabízela navrátilcům z ciziny beztrestnost. Do vlasti přijel 22. prosince 1956, unavený a nemocný, o jeho případu se zmiňuje i Ferdinand Peroutka v exilovém periodiku České slovo. Lev Sychrava zemřel v Praze 4. ledna 1958. Patřil k těm, kteří se svojí prací zasloužili o vznik republiky. Je autorem řady prací o zahraničním odboji za 1. světové války, např. Československé hnutí na evropském západě (1923), Tradice osvobozenecká (1928), Z mých vzpomínek na Štefánika (1929), Záznamy z Buchenwaldu (1946) a dalších publikací.